# Kojo állomás
Kojo (Geoyeo) állomás metróállomás a szöuli metró 5-ös vonalán, Szongpha-ku (Songpa-gu) kerületben.

## Viszonylatok
| 5-ös vonal                              | 5-ös vonal                | 5-ös vonal                        |
| --------------------------------------- | ------------------------- | --------------------------------- |
| Kerong (Gaerong) Panghva (Banghwa) felé | Macshon (Macheon) szakasz | Macshon (Macheon) végállomás felé |